# Schloßberg 10 (Quedlinburg)

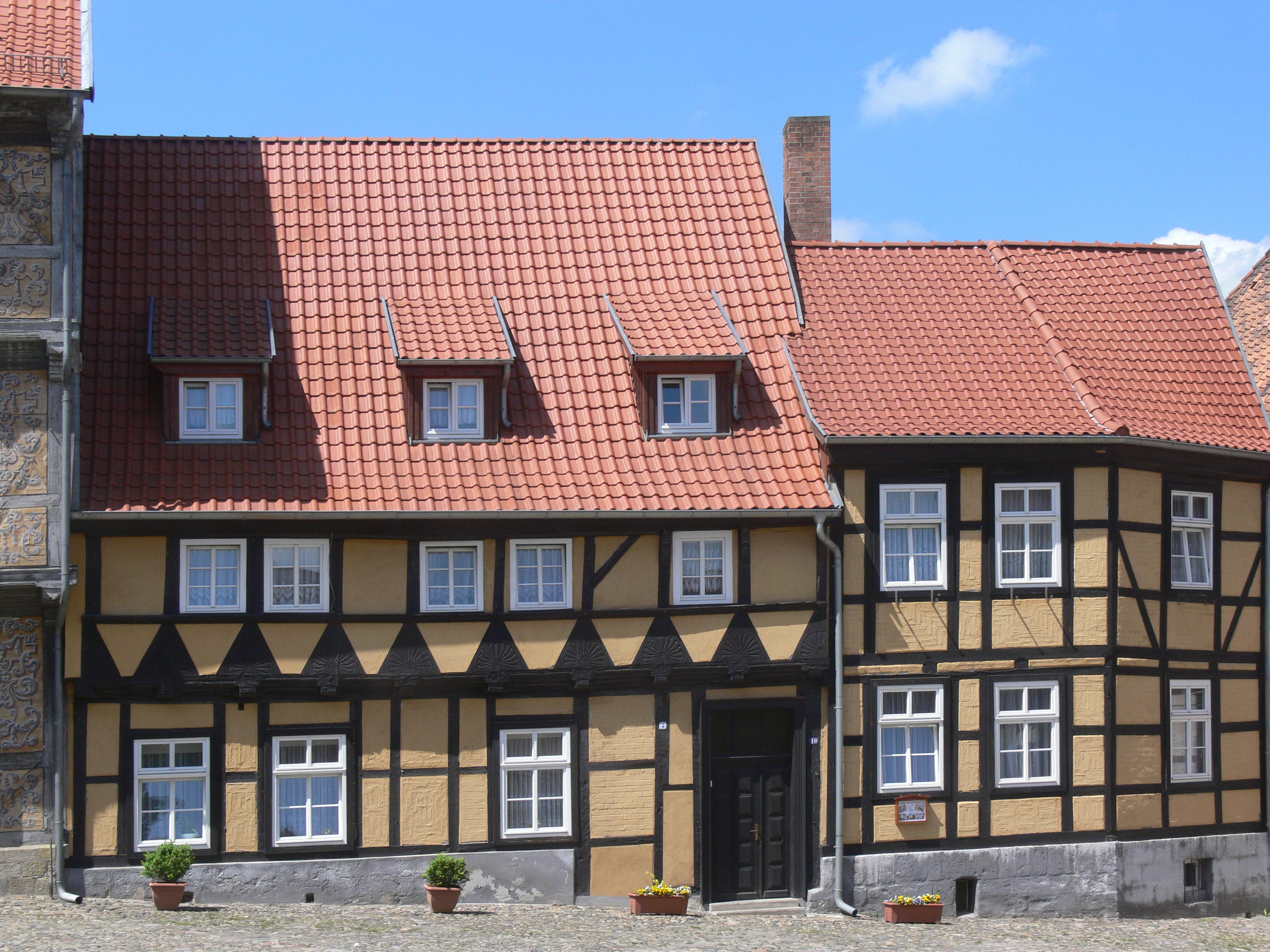
Schloßberg 10

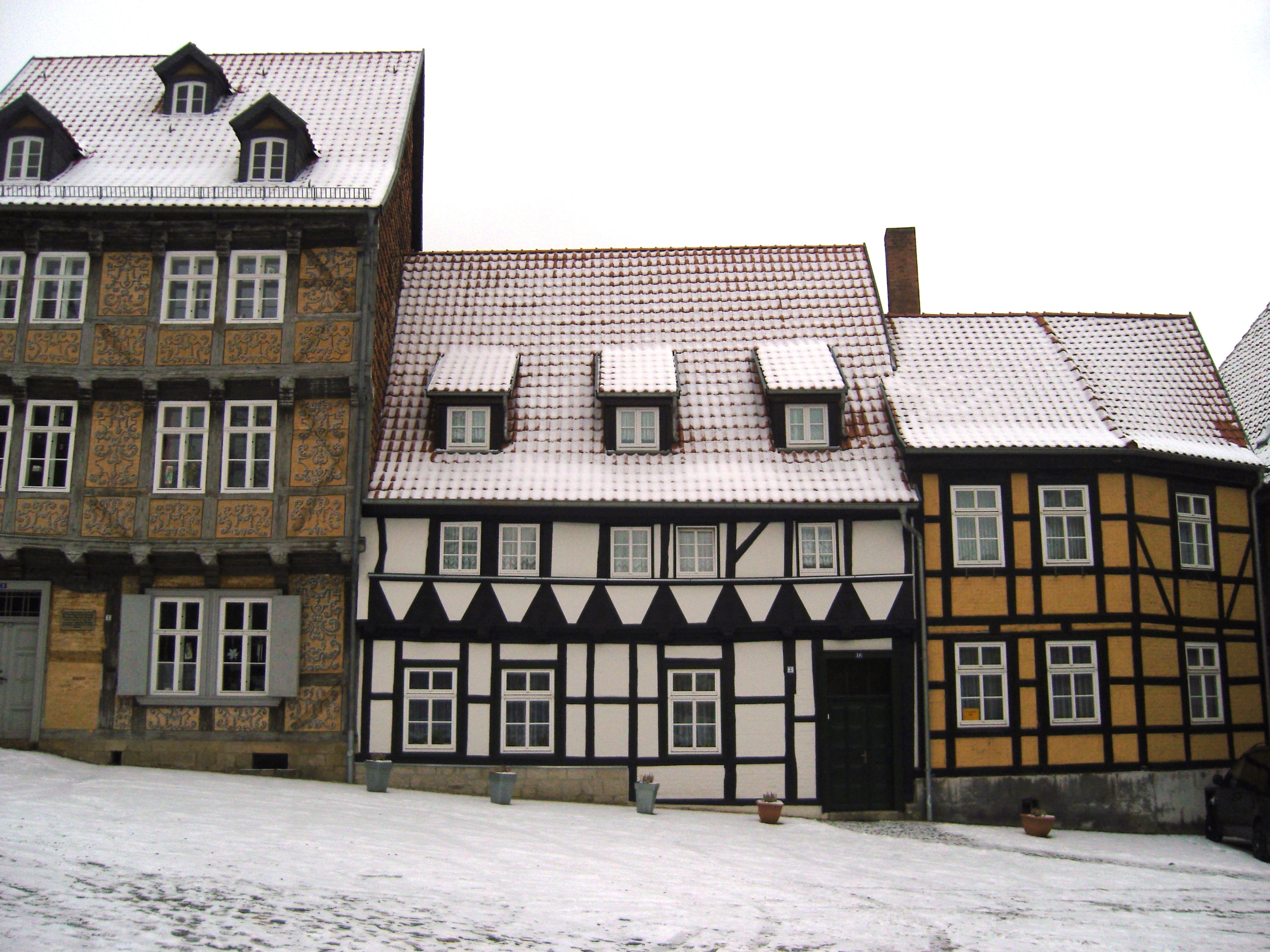
Schloßberg 10 (2013)

Das Haus Schloßberg 10  ist ein denkmalgeschütztes Gebäude in der Stadt Quedlinburg in Sachsen-Anhalt.

## Lage
Es befindet sich am Schlossberg, südlich der Quedlinburger Altstadt und gehört zum UNESCO-Weltkulturerbe. Unmittelbar südlich grenzt das gleichfalls denkmalgeschützte Haus Schloßberg 9 an.

## Architektur und Geschichte
Das zweistöckige Fachwerkhaus entstand um 1580. An der Fassade finden sich die für die Bauzeit typischen Fächerrosetten.  Bedeckt wird das Gebäude von einem steilen Satteldach. Das Erdgeschoss des Hauses ist hoch, das Obergeschoss niedrig ausgeführt. Etwa um 1860 erfolgte ein Umbau des Hauses. In diesem Zusammenhang entstand an der Ostseite ein etwas niedrigerer zweigeschossiger Anbau.